# Ludwig Dill

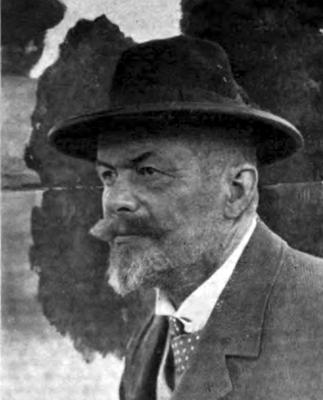
Ludwig Dill.

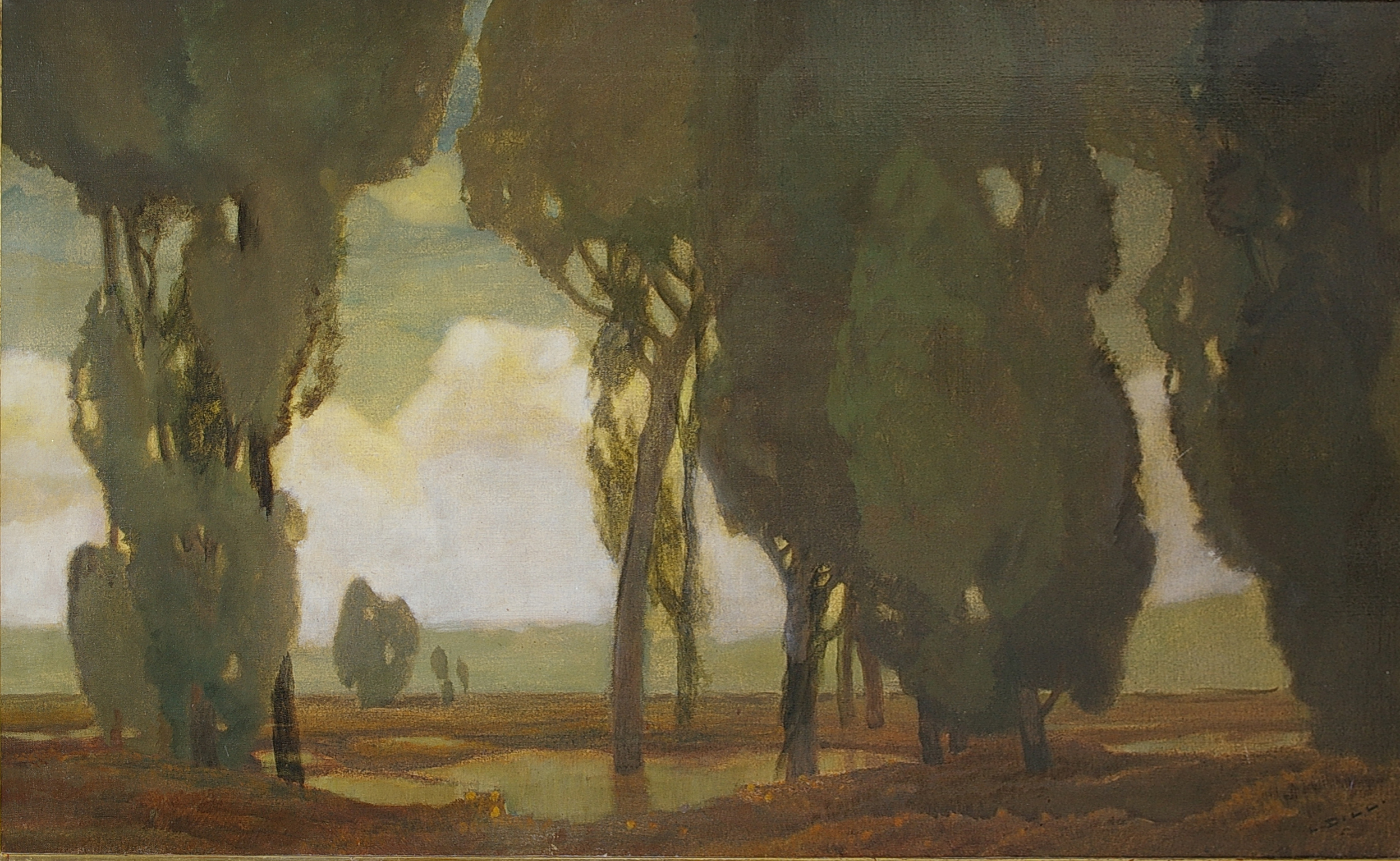
"Morgonen".

Ludwig Dill, född 2 februari 1848, död 24 oktober 1940 i Karlsruhe, var en tysk konstnär.
Dill grundade 1894 tillsammans med Arthur Langhammer och Adolf Hölzel en målarskola i Dachau, som vann stor tillslutning och som Dill ledde fram till 1899, då han blev professor vid konstakademien i Karlsruhe. Dill målade företrädesvis landskap med enkla motiv och stilla stämning, som Dachauer Moor. Verkningsfull är hans avvägning av ljus och skugga i trädgrupper, lufttoner och vattenspeglingar.